# ワシントン大行進

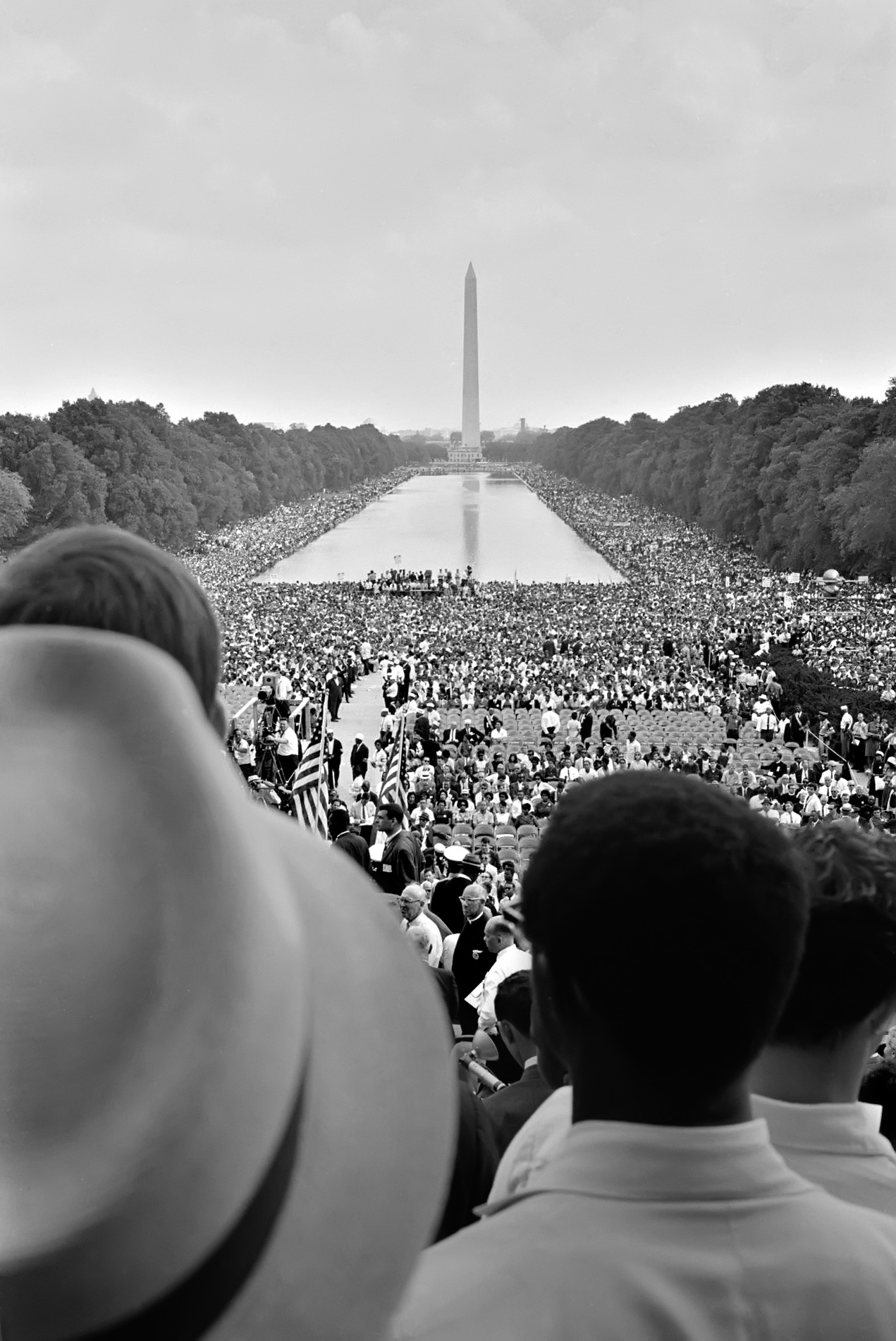
ワシントン大行進でリンカーン記念館リフレクティング・プールを囲む群衆

ワシントン大行進（ワシントンだいこうしん、March on Washington for Jobs and Freedom「仕事と自由の為のワシントンへの行進」）は、1963年8月28日に、アメリカ合衆国のワシントンD.C.で行われた人種差別撤廃を求めるデモ。英語では「The Great March on Washington」とも呼ばれる。

## 概要
公民権運動家で、牧師のマーティン・ルーサー・キング・ジュニアらによって、人種差別撤廃を求める運動の一環として行われた行進で、20万人以上が参加した。この行進の最中に、キング牧師の有名な演説I Have a Dream（）が行われた。

## 背景

### 「ジム・クロウ法」

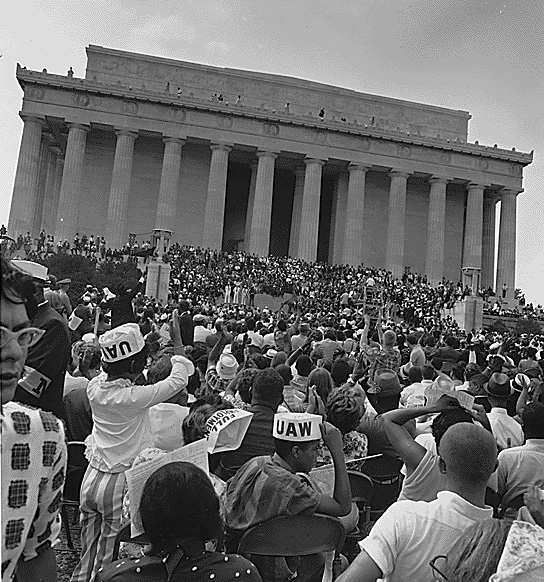
リンカーン記念堂前

アメリカでは、エイブラハム・リンカーン大統領による「奴隷解放宣言」から100年を経た1960年代になっても、「ジム・クロウ法」と呼ばれる「人種分離法（=人種差別法）」の下、アパルトヘイト政策下の南アフリカ同様、交通機関や学校、水飲み場やトイレ等の公共機関のみならず、ホテルやレストラン、バーなどにおいても、アメリカにおける多数民族である白人と、黒人と全ての有色人種が分離されていた。なお、当然のごとく有色人種専用のものは劣悪で不潔なものであった。
さらに「ジム・クロウ法」の下では、黒人と白人の結婚を事実上違法とする州法の存在が認められたほか、教育の機会が与えられなかったことから識字率の低い黒人の投票権を事実上制限したり、住宅を制限することも合法とされてきた。また、これらの州においては、クー・クラックス・クラン（KKK）などの白人至上主義団体による黒人に対するリンチや、同じような志向を持つ警察による不当逮捕や裁判所などによる冤罪判決などが多発した。

### 公民権運動の盛り上がり
しかし、1950年代に入って発生した「モンゴメリー・バス・ボイコット事件」や「リトルロック高校事件」以降、キング牧師などの活動家の指導の下に、黒人たちの公民権（参政権など）獲得を求める運動が盛り上がりを見せ、反人種差別運動家だけでなく、白人が多くを占めるアメリカ国内の世論、そして連邦政府も公民権法の制定に大きく動き始めた。
この様に公民権運動が盛り上がりを見せる中で、連邦政府に対して公民権制定を訴えかけることと同時に、内外に対して公民権運動の盛り上がりをアピールするために、公民権運動団体を中心にワシントンD.C.のリンカーン記念堂前の「ワシントン記念塔広場」に集結する「ワシントン大行進」が企画された。

### 「I Have a Dream」演説

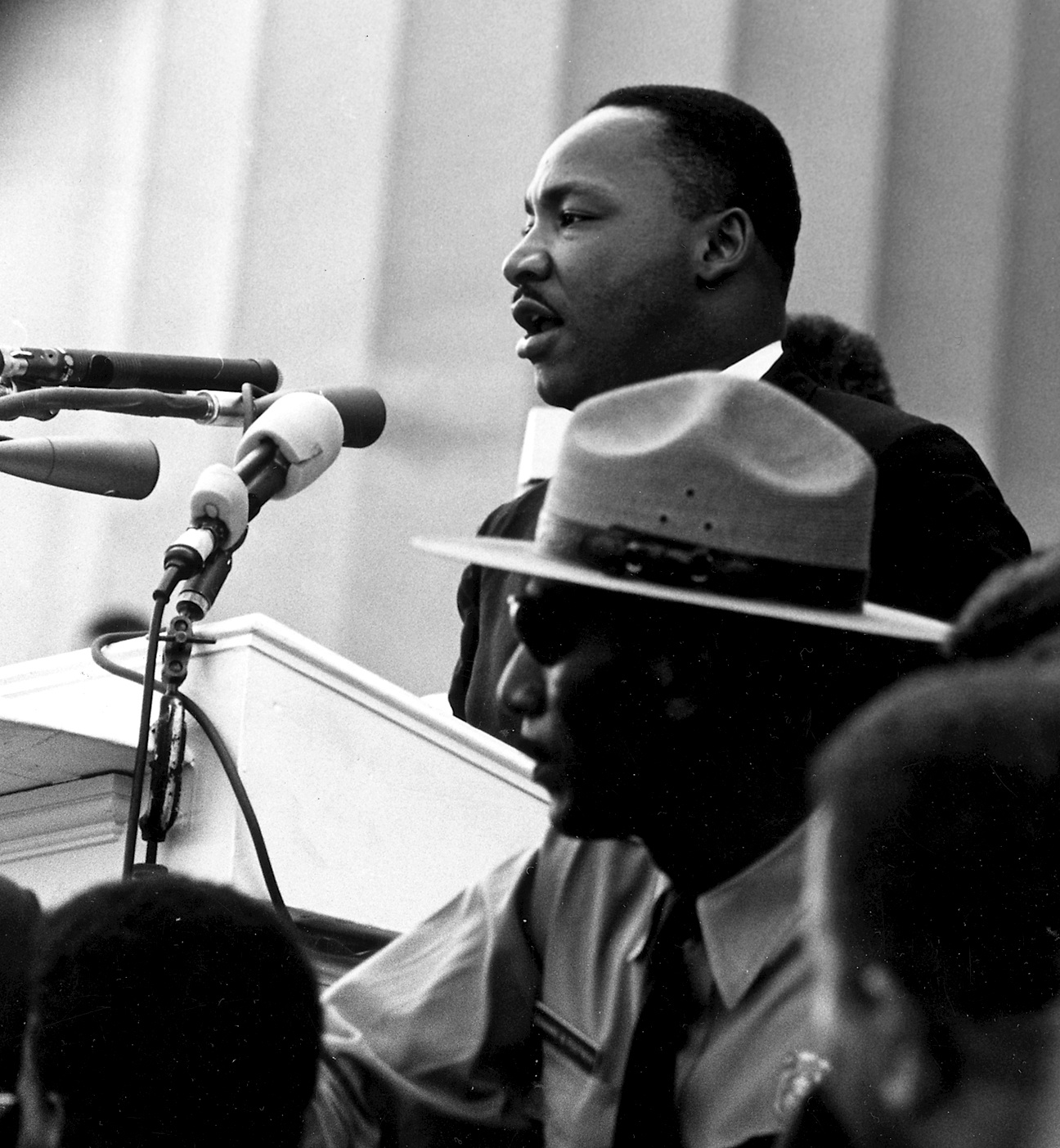
キング牧師による"I Have a Dream"の演説

この運動は、ワシントン大行進によって最高潮に達した。キング牧師らの呼びかけに応じて、人種差別や人種隔離の撤廃を求める20万人以上の人々がワシントン記念塔広場に集まった。この大群衆を前にキング牧師が行った演説は、
『私は夢見ている。
ある日、ジョージアの赤土の丘の上で、以前の奴隷の息子達と以前の奴隷所有者の息子達が、兄弟愛というテーブルにともに就き得ることを。
私は夢見ている。
ある日、不正と抑圧という熱で苦しんでいる不毛の州、ミシシッピーでさえ、自由と正義というオアシスに変わることを。
私は夢見ている。
私の4人の子ども達がある日、肌の色ではなく人物の内容によって判断される国に住むことを。』
などと、「I have a dream」のフレーズを何度も繰り返して人種平等社会の実現を訴えたことで知られている。

## 行進に参加した著名人

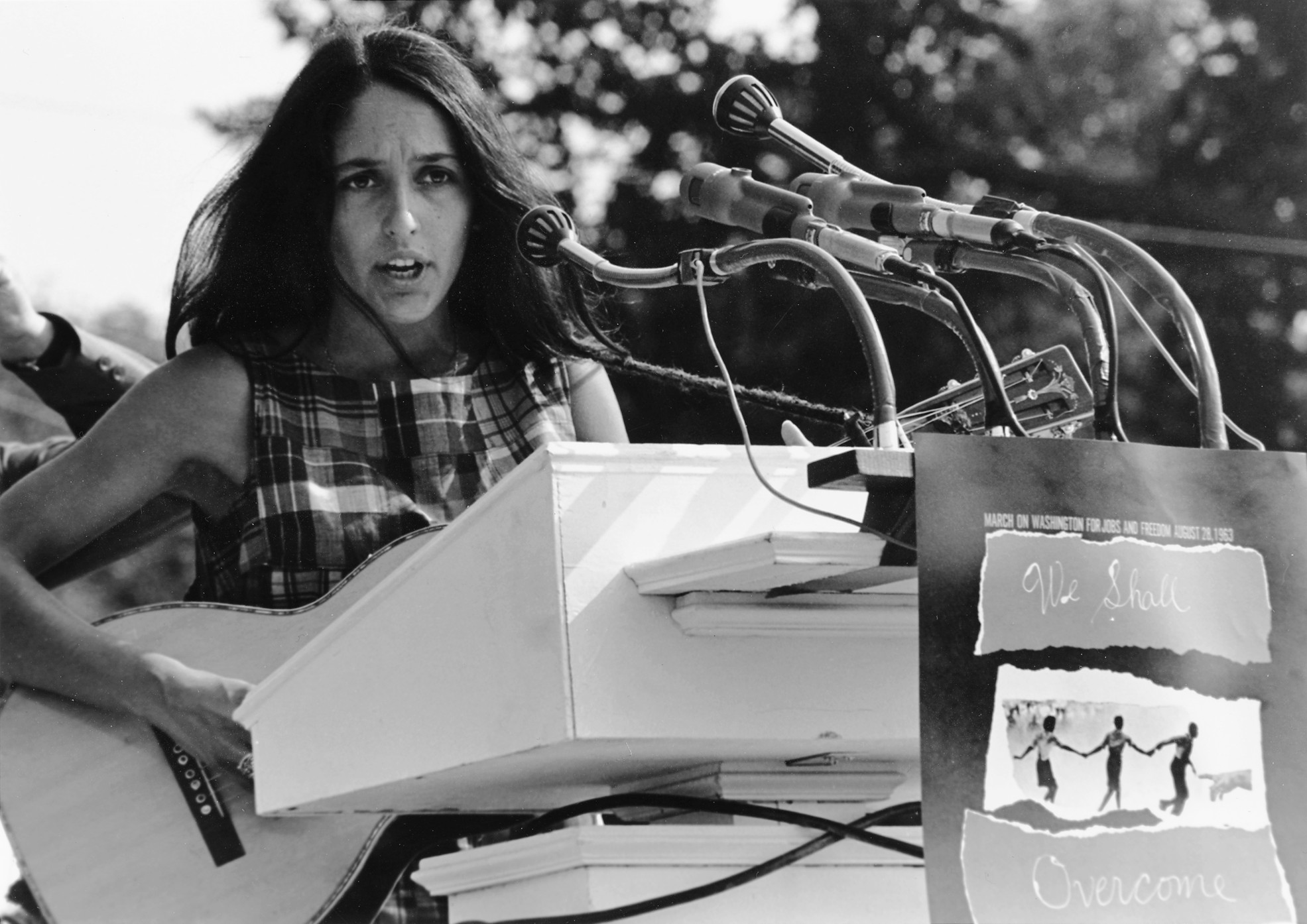
ジョーン・バエズ

キング牧師らの活動家たちによる公民権運動に賛同した、アメリカ内外の多くの芸能人や文化人、反人種差別活動家を中心とした著名人が行進に参加した。

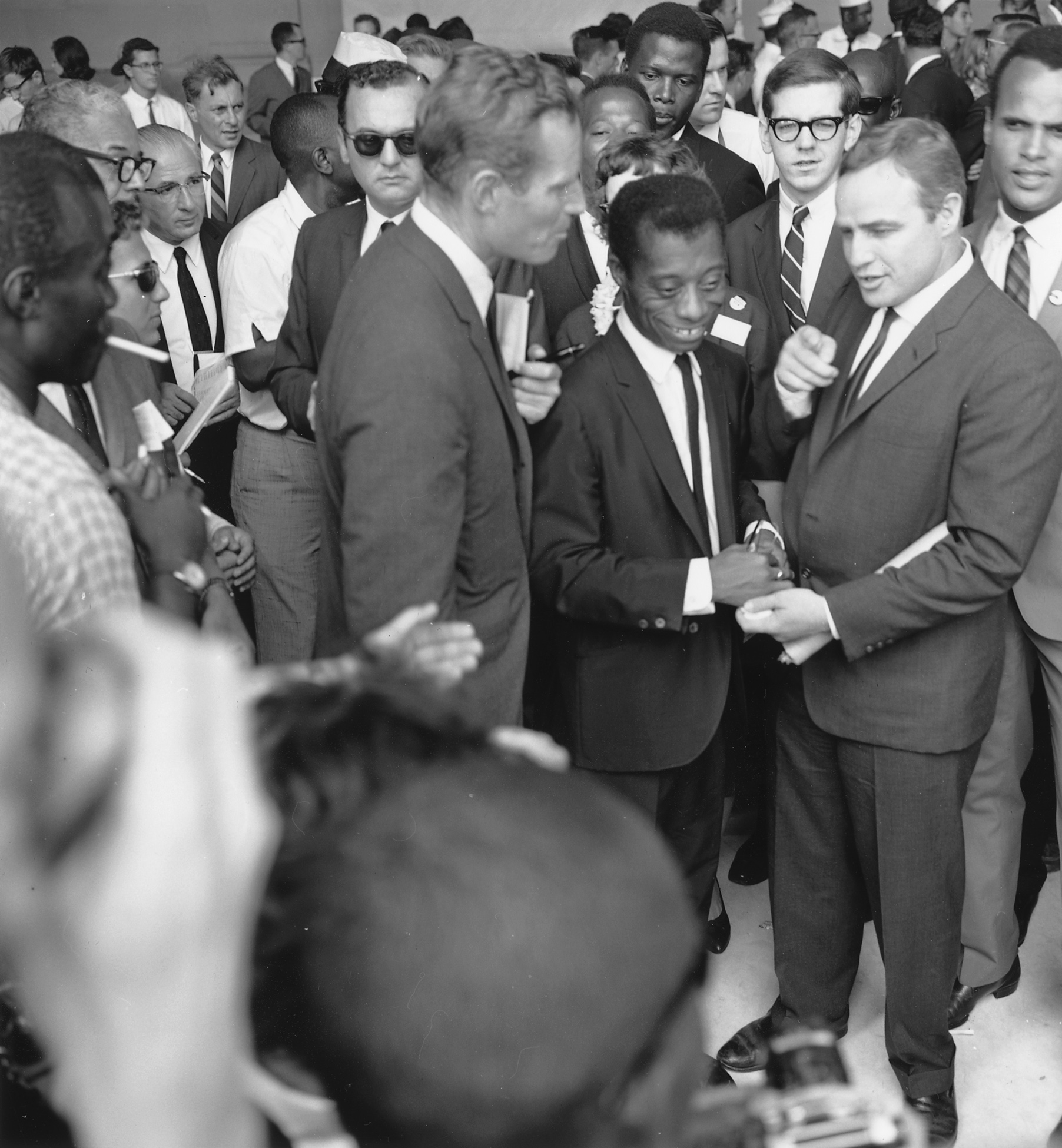
ジェームズ・ボールドウィンとマーロン・ブランド、チャールトン・ヘストン

- ローザ・パークス（人権運動家・平和運動家。1955年12月から約一年続いたモンゴメリー・バス・ボイコット事件のきっかけとなった）
- マヘリア・ジャクソン（ゴスペル歌手）
- ジョセフィン・ベーカー（ダンサー）
- アブラハム・ヨシュア・ヘシェル（ヘッシェル）
- マルコムX（オブザーバーとして参加したが、行進の意義には極めて否定的だった）
- マーロン・ブランド（俳優）
- ハリー・ベラフォンテ（歌手）
- チャールトン・ヘストン（俳優）
- ボブ・ディラン（歌手）
- ジョーン・バエズ（歌手）
- ピーター・ポール&マリー（フォーク・グループ）